# Die Hydronauten
Die Hydronauten ist eine deutsch-französische Zeichentrickserie aus dem Jahr 2003. Sie basiert auf dem Graslöwen, einer Identifikationsfigur für Kinder, die diesen das Thema Umweltschutz nahebringen soll.

## Inhalt
Die Außerirdische Neptuna bereist zusammen mit dem Seehund Balty und der Seemöwe Ponto die Weltmeere. Dabei erfahren sie viel über das Meer und darüber, wie empfindlich dieses Ökosystem ist.

## Titel
Der Name Hydronauten wurde in Anlehnung an das Wort Astronaut gebildet, wobei das altgriechische Wort astron (Stern) durch das ebenfalls altgriechische Hydro für Wasser ersetzt wurde. In der Realität wird die Bezeichnung Aquanaut verwendet.

## Besetzung und Synchronisation
Die deutschsprachige Synchronisation entstand nach den Dialogbüchern sowie unter der Dialogregie von Thomas Karallus durch die Synchronfirma Krüger & Krüger Studios in Hamburg.
| Rolle   | Lebensform        | Deutscher Sprecher |
| ------- | ----------------- | ------------------ |
| Neptuna | Außerirdische     | Eva Michaelis      |
| Ponto   | Seemöwe           | Robert Missler     |
| Balty   | Seehund           | Tetje Mierendorf   |
| Octavia | Oktopus           | Carolin Spiess     |
| Obo     | Computer (Stimme) | Mario Grete        |

## Produktion und Veröffentlichung
Die Serie wurde bis 2003 von Epidem, Millimages und Toons’n’Tales im Auftrag von Ki.Ka, dem NDR und France 5 produziert. Regie führte Udo Beissel und die Musik komponierten Nils Kacirek, Christian Mevs und Lars Löhn. Die Erstausstrahlung erfolgte vom 13. September bis zum 6. Dezember 2003 bei Ki.Ka. Später folgten Wiederholungen bei der ARD und dem Hessischen Rundfunk. Die Serie wurde auch in Frankreich und Finnland ausgestrahlt.